# شادي الحموي
شادي الحموي لاعب كرة قدم سوري ويلعب مهاجم ومنتخب سوريا الأولمبي.
لعب سابقاً مع نادي الكرامة في الفئات السنية واحترف في الأردن في نادي الجزيرة ونادي الرمثا والنادي الفيصلي ووقع مع نادي نجران السعودي في عام 2019.